# WWE 2K25
WWE 2K25 este un joc video de wrestling, dezvoltat de Visual Concepts și publicat de 2K. Este a douăzeci și cincea parte a seriei de jocuri video bazate pe WWE, al unsprezecelea joc sub brandul WWE 2K și succesorul lui WWE 2K24. Edițiile speciale „Bloodline” și „Deadman” au fost lansate pe 7 martie 2025, iar edițiile standard și deluxe au fost lansate pe 14 martie, pentru PlayStation 4, PlayStation 5, Xbox One, Xbox Series X/S și Microsoft Windows.